# Olenegorsk
Olenegorsk (en rus Оленегорск) és una ciutat de l'óblast de Múrmansk, a Rússia. Es troba a la vora del riu Kola, a 93 km al sud de Múrmansk i a 1.397 km al nord de Moscou.
La vila fou fundada el 1916 i obtingué l'estatus d'entitat urbana el 1949 i finalment el de ciutat el 1957. La seva economia es basa en l'extracció i preparació del ferro. Olenogorsk es troba sobre la via ferroviària que travessa la península de Kola fins a Múrmansk.